# Hippoboscinae
Hippoboscinae là một phân họ ruồi trong họ Hippoboscidae. Tất cả thành viên họ này là loài ký sinh và không giống như vài thành viên khác của Hippoboscidae, các loài trong phân họ Hippoboscinae là loài có cánh.

## Phân loại
- Chi Hippobosca Linnaeus, 1758

- H. camelina Leach, 1817
- H. equina Linnaeus, 1758
- H. fulva Austen, 1912
- H. hirsuta Austen, 1911
- H. longipennis Fabricius, 1805
- H. rufipes von Olfers, 1816
- H. variegata Megerle, 1803

- Chi Struthibosca Maa, 1963

- S. struthionis (Janson, 1889)